# سید امیرحسین قاضی‌زاده هاشمی در انتخابات ریاست‌جمهوری ایران (۱۴۰۰)
سید امیرحسین قاضی‌زاده هاشمی برای سیزدهمین انتخابات ریاست‌جمهوری در تاریخ ۴ خرداد ۱۴۰۰ از سوی شورای نگهبان جهت ورود به انتخابات ریاست‌جمهوری تأیید صلاحیت شد. وی نامزد مورد حمایت حزب اسلامی قانون است. وی پیشتر از سال ۱۳۹۲ تا ۱۳۹۳ سخنگوی جبهه پایداری بود. هنوز هم پزشک هست.

## ثبت نام

### نام‌نویسی
وی در تاریخ ۲۲ اردیبهشت ۱۴۰۰، در دومین روز ثبت نام انتخابات ریاست‌جمهوری ایران (۱۴۰۰)، به همراه دختر خود با حضور در وزارت کشور، به‌منظور کاندیداتوری در انتخابات ریاست‌جمهوری ثبت نام کرد. قاضی‌زاده هاشمی در گذشته نائب رئیس مجلس یازدهم بود.

### تأیید صلاحیت
صلاحیت قاضی‌زاده هاشمی روز ۴ خرداد ۱۴۰۰ از سوی شورای نگهبان برای نامزدی سیزدهمین دورهٔ انتخابات ریاست‌جمهوری احراز شد.

## ستادانتخاباتی و شعار
قاضی‌زاده هاشمی ضمن اعلام دیدگاه و شعار خود در مصاحبه با شبکه خبر گفت دولت سلام دولتی جوان و تازه‌نفس خواهد بود. دولت هیچگاه نباید بخوابد و همیشه باید بیدار باشد. دولت باید در تمام مدت ۲۴ ساعت کار کند و به همین دلیل باید جوان باشد. وی موضوع دولت خود را خانواده و جوانان عنوان کرد.